# Harry Strom
Harry Edwin Strom (* 7. Juli 1914 in Burdett, Alberta; † 2. Oktober 1984 in Edmonton) war ein kanadischer Politiker und Landwirt. Vom 12. Dezember 1968 bis zum 10. September 1971 war er Premierminister der Provinz Alberta und Vorsitzender der Social Credit Party of Alberta. Er war auch der erste Regierungschef, der in dieser Provinz geboren wurde.

## Biografie
Der Sohn schwedischer Einwanderer übernahm 1938 nach dem Tod des Vaters die elterliche Farm und war in der Lokalpolitik tätig, als Stadtrat von Burdett und als Mitglied verschiedener regionaler Kommissionen. Daneben war er auch Lehrer in einer Sonntagsschule. Im Juni 1955 kandidierte er als Mitglied der Social Credit Party of Alberta im Wahlkreis Cypress und wurde in die Legislativversammlung von Alberta gewählt. Von 1962 bis 1968 war er Landwirtschaftsminister in Ernest Mannings Kabinett, im zweiten Halbjahr 1968 zusätzlich Minister für Gemeinden.
Nachdem Manning die Socreds zum neunten Wahlsieg in Folge geführt hatte, trat er zurück und übergab am 12. Dezember 1968 die Regierungsgeschäfte an Harry Strom. Unter seiner Führung erhielt Alberta ein Umweltministerium. Wie seine Vorgänger Ernest Manning und William Aberhart war auch Strom ein evangelikaler Christ und in gesellschaftlichen Fragen äußerst konservativ. Nach über drei Jahrzehnten an der Macht waren die Socreds selbstgefällig geworden und reagierten kaum auf die zunehmende Bedeutung der rasch wachsenden Großstädte Calgary und Edmonton. Die auf dem Land verwurzelte Partei verlor immer mehr Einfluss an die betont urban auftretenden Progressiv-Konservativen unter Peter Lougheed.
Bei den Wahlen im August 1971 verloren die Socreds die absolute Mehrheit. Strom trat das Amt des Premierministers am 10. September an Lougheed ab und wurde Oppositionsführer. Die Partei war jedoch nicht im Geringsten auf die Oppositionsrolle vorbereitet und es begann ein Zerfall, der nicht mehr aufgehalten werden konnte. 1973 gab Strom den Parteivorsitz ab, bei den Wahlen im März 1975 wurde er nicht wiedergewählt und zog sich aus der Politik zurück.